# Malapterurus beninensis
Malapterurus beninensis là tên của một loài cá trê điện và là loài bản địa ở các quốc gia châu Phi như Angola, Bénin, Cameroon, Cộng hòa Congo, Cộng hòa Dân chủ Congo, Guinea Xích Đạo, Gabon, Ghana, Nigeria và Togo. Chiều dài của loài cá này là 22 cm. Môi trường sinh sống của chúng là ở những vùng đầm lầy, những con sông, hồ ở địa hình thấp.

## Mô tả
M. beninensis là một loài cá khỏe, nhiều thịt và phát triển với chiều dài đến 22 cm. Cơ thể của nó có hình thoi (hai điểm cuối của cơ thể đều thon), đầu to và vây đuôi dày. Mắt của chúng nhỏ và giống như là một đường rạch, hàm trên và hàm dưới có thể có chiều dài bằng nhau hoặc là hàm dưới dài hơn hần một chút. Ở vùng đầu có 3 cặp râu để cảm nhận môi trường xung quanh, chúng không có vây lưng nhưng lại có vây mỡ ở gần đuôi. Vây ngực thì có 7 đến 9 tia vây mềm, còn vây bụng có 6 tia vây và vây hậu môn thì có từ 8 đến 11 tia vây mềm. Phần trên cơ thể chúng thì có màu xám đậm, càng xuống dưới thì màu xám càng nhạt dần, chúng có những đốm màu tối trên lưng và ở phần sườn. Bên cạnh đó, ở gần đuôi còn có một mảng màu tối hình giống yên ngựa và một dải cùng màu ở trước đuôi. Vây khung chậu không màu nhưng vây bụng, rìa vây hậu môn và đuôi thì tối màu. Chúng không có vảy, cơ quan đường bên thì toàn vẹn còn bong bóng cá thì có hai cái.

## Phân bố và sinh thái học
M. beninensis sống ở môi trường nước ngọt ở Tây Phi và Trung Phi, từ Ghana đến Angola. Bên cạnh đó, nó còn có mặt ở đảo Bioko.
Hiện ta vẫn chưa biết nhiều về chúng. Nhưng có lẽ chúng ở trong những cái hang ở bờ sông và sinh sản tại đó, dùng điện để săn mồi là cá nhỏ và tự vệ.

## Tình trạng
Mặc dù chúng bị đánh bắt để làm thực phẩm, làm cá cảnh và dùng để nghiên cứu, nhưng chúng vẫn phổ biến nên Liên minh Bảo tồn Thiên nhiên Quốc tế phân loại nó là loài ít được quan tâm.